# Juan Pablo Barinaga
Juan Pablo Barinaga (n. Paraná, Entre Ríos, Argentina; 13 de junio de 2000) es un futbolista argentino. Juega de mediocampista y su equipo actual es Patronato, de la Primera Nacional de Argentina.

## Trayectoria
Barinaga se incorporó al Patronato procedente de las inferiores de Colón en 2016. Después de cuatro años progresando en sus divisiones inferiores da el salto al primer equipo con Gustavo Álvarez en 2020. Inicialmente jugó durante la pretemporada destacando su rendimiento como en el amistoso con Atlético Paraná el 11 de enero. Barinaga hizo su debut absoluto el 14 de diciembre de 2020 durante una derrota por 4-0 en la Copa Diego Armando Maradona ante Rosario Central, cuando el centrocampista reemplazó a Fernando Luna con trece minutos por jugar. Firmó su primer contrato profesional el 14 de enero de 2021.

## Estadísticas

### Clubes
Actualizado hasta su último partido disputado el 20 de julio de 2025.
| Club                      | Div.          | Temporada     | Liga  | Liga  | Liga   | Copas nacionales | Copas nacionales | Copas nacionales | Torneos internacionales | Torneos internacionales | Torneos internacionales | Total | Total | Total  |
| Club                      | Div.          | Temporada     | Part. | Goles | Asist. | Part.            | Goles            | Asist.           | Part.                   | Goles                   | Asist.                  | Part. | Goles | Asist. |
| ------------------------- | ------------- | ------------- | ----- | ----- | ------ | ---------------- | ---------------- | ---------------- | ----------------------- | ----------------------- | ----------------------- | ----- | ----- | ------ |
| C. A. Patronato Argentina | 1.ª           | 2020          | —     | —     | —      | 5                | 0                | 0                | —                       | —                       | —                       | 5     | 0     | 0      |
| C. A. Patronato Argentina | 1.ª           | 2021          | —     | —     | —      | 5                | 0                | 1                | —                       | —                       | —                       | 5     | 0     | 1      |
| C. A. Patronato Argentina | 1.ª           | 2022          | 11    | 0     | 0      | 4                | 0                | 0                | —                       | —                       | —                       | 15    | 0     | 0      |
| C. A. Patronato Argentina | 2.ª           | 2023          | 28    | 2     | 4      | 2                | 0                | 1                | 6                       | 0                       | 0                       | 36    | 2     | 5      |
| C. A. Patronato Argentina | 2.ª           | 2024          | 27    | 0     | 3      | —                | —                | —                | —                       | —                       | —                       | 27    | 0     | 3      |
| C. A. Patronato Argentina | 2.ª           | 2025          | 22    | 0     | 4      | —                | —                | —                | —                       | —                       | —                       | 22    | 0     | 4      |
| C. A. Patronato Argentina | Total club    | Total club    | 88    | 2     | 11     | 16               | 0                | 2                | 6                       | 0                       | 0                       | 110   | 2     | 13     |
| Total carrera             | Total carrera | Total carrera | 88    | 2     | 11     | 16               | 0                | 2                | 6                       | 0                       | 0                       | 110   | 2     | 13     |
| 1. 2.                     |               |               |       |       |        |                  |                  |                  |                         |                         |                         |       |       |        |

## Palmarés

### Torneos nacionales
| Título         | Club            | País      | Año  |
| -------------- | --------------- | --------- | ---- |
| Copa Argentina | C. A. Patronato | Argentina | 2022 |